# Обсерватория Карла Шварцшильда
Обсерватория им. Карла Шварцшильда (нем. Thüringer Landessternwarte Tautenburg («Karl Schwarzschild» Tautenburg)) — астрономическая обсерватория, основанная в 1960 году 
Германской Академией. Названа в честь физика и астронома Карла Шварцшильда. 
Главный телескоп обсерватории является крупнейшей в мире камерой Шмидта со сплошным зеркалом, диаметр которого составляет 2 м. Входная апертура камеры 1,33 м.
В 1992 году обсерватория была реорганизована и стала носить название «Тюрингская обсерватория в Таутенбурге» (нем. Thüringer Landessternwarte Tautenburg). Обсерватория расположена в Германии, в коммуне Таутенбург (в 10 км на северо-восток от Йены). Имеет код 033.

## Открытия
В обсерватории было открыто большое число астероидов.
17 мая 2005 года была открыта экзопланета, которая обращается вокруг звезды HD 13189.

## Ссылки

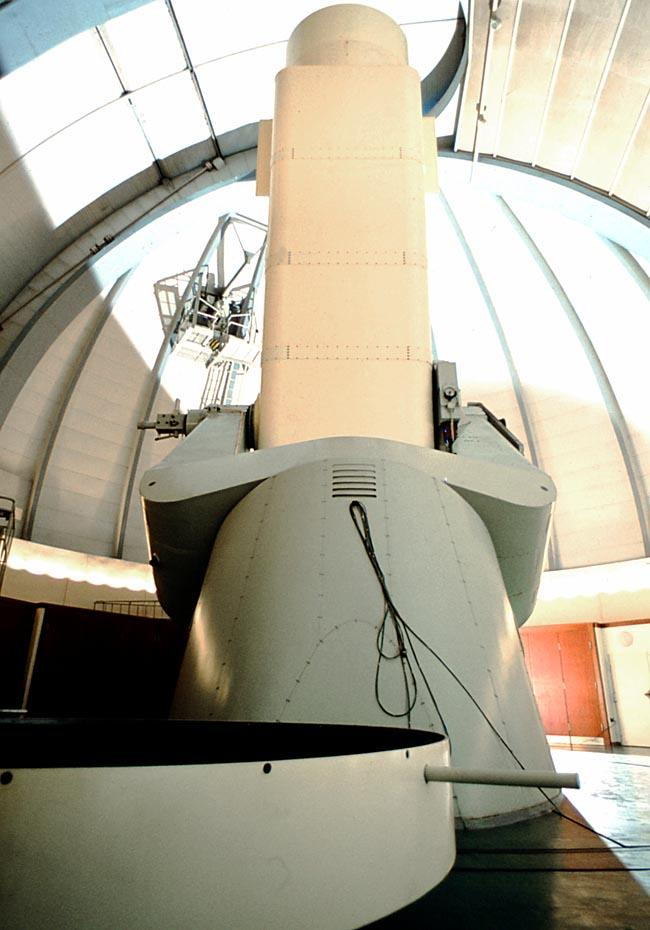
Alfred-Jensch-Teleskop